# Droga międzynarodowa M25 (Ukraina)
Droga międzynarodowa M25 (ukr. Автошлях М 25) − droga magistralna na Ukrainie, łącząca drogę magistralną M06 z trasą europejską E81. Droga ma 59,6km i przechodzi przez rejon użhorodzki i berehowski.